# 980-as busz (Budapest)
A budapesti 980-as jelzésű éjszakai autóbusz a Dél-pesti autóbuszgarázs és Rákoskeresztúr, városközpont között közlekedik. A viszonylatot a Budapesti Közlekedési Zrt. üzemelteti.

## Útvonala
| Dél-pesti autóbuszgarázs felé |
| Rákoskeresztúr, városközpont vá. – Pesti út – Ferihegyi út – Szabadság utca – Baross utca – Bélatelepi út – Csévéző utca – Ráday Gedeon utca – Haladás utca – Szarvas csárda tér – Petőfi utca – Gilice tér – Sallai Imre utca – Kele utca – Méta utca – Dél-pesti autóbuszgarázs vá.              |
| Rákoskeresztúr, városközpont felé |
| Dél-pesti autóbuszgarázs vá. – Méta utca – Kele utca – Sallai Imre utca – Gilice tér – Petőfi utca – Szarvas csárda tér – Haladás utca – Bessenyei György utca – Ráday Gedeon utca – Csévéző utca – Bélatelepi út – Baross utca – Szabadság utca – Ferihegyi út – Rákoskeresztúr, városközpont vá. |

## Megállóhelyei
| 0  | Dél-pesti autóbuszgarázs végállomás     | 24 | 914, 923, 948, 994, 994B, 999                                       |
| 1  | Besence utca                            | 23 | 914, 999                                                            |
| 2  | Ipacsfa utca                            | 22 | 914, 999                                                            |
| 4  | Margó Tivadar utca                      | 20 |                                                                     |
| 5  | Varjú utca                              | 19 |                                                                     |
| 5  | Dobozi utca                             | 19 |                                                                     |
| 6  | Wlassics Gyula utca                     | 18 |                                                                     |
| 7  | Szarvas csárda tér                      | 17 | 950, 950A                                                           |
| 7  | Regény utca                             | 16 |                                                                     |
| 8  | Lőrinci temető                          | 15 |                                                                     |
| 9  | Kosztolányi Dezső utca                  | 15 |                                                                     |
| 10 | Fedezék utca                            | 14 |                                                                     |
| 11 | Csévéző utca (↓) Gyömrői út (↑)         | 13 | 200E                                                                |
| 12 | Frangepán utca                          | 12 |                                                                     |
| 13 | Homokiszőlők                            | 11 |                                                                     |
| 14 | Lőrinci út                              | 10 |                                                                     |
| 15 | Baross utca (↓) Bélatelepi út (↑)       | 10 |                                                                     |
| 15 | Orgoványi utca                          | 9  |                                                                     |
| 16 | Bocskai István utca                     | 8  |                                                                     |
| 17 | Rákóczi Ferenc utca                     | 7  |                                                                     |
| 17 | Vörösmarty utca                         | 7  |                                                                     |
| 18 | Melczer utca                            | 6  |                                                                     |
| 19 | Ady Endre utca                          | 5  |                                                                     |
| 19 | Rákoshegy vasútállomás                  | 5  | S60 (hétköznap éjfél és 1:08 között, hétvégén éjfél és 2:08 között) |
| 20 | Ferihegyi út (↓) Szabadság utca (↑)     | 4  |                                                                     |
| 21 | Bulyovszky utca                         | 3  |                                                                     |
| 22 | Széchenyi utca                          | 2  |                                                                     |
| 23 | Egészségház (↓) Akácvirág utca (↑)      | 1  |                                                                     |
| 24 | Rákoskeresztúr, városközpont végállomás | 0  | 908, 956, 990, 998                                                  |